# Kråkesjön, Halland
Kråkesjön är en sjö i Halmstads kommun och Laholms kommun i Halland och ingår i Lagans huvudavrinningsområde. Sjön är 1,8 meter djup, har en yta på 0,115 kvadratkilometer och är belägen 172 meter över havet. Kråkesjön ligger i Tönnersjömålet och Mästocka skjutfält Natura 2000-område. Sjön avvattnas av vattendraget Krokån.

## Delavrinningsområde
Kråkesjön ingår i det delavrinningsområde (628800-134977) som SMHI kallar för Ovan Trollabäcken. Medelhöjden är 173 meter över havet och ytan är 31,78 kvadratkilometer. Det finns inga avrinningsområden uppströms utan avrinningsområdet är högsta punkten. Krokån som avvattnar avrinningsområdet har biflödesordning 2, vilket innebär att vattnet flödar genom totalt 2 vattendrag innan det når havet efter 79 kilometer. Avrinningsområdet består mestadels av skog (19 procent) och sankmarker (72 procent). Avrinningsområdet har 0,72 kvadratkilometer vattenytor vilket ger det en sjöprocent på 2,2 procent.